# آنجلا واتسون
آنجلا واتسون (انگلیسی: Angela Watson؛ زادهٔ ۱۲ نوامبر ۱۹۷۵) یک هنرپیشه اهل ایالات متحده آمریکا است.